# Овца
| Мировое поголовье овец в 2017 году | Мировое поголовье овец в 2017 году |
| ---------------------------------- | ---------------------------------- |
| Китай                              | 161,3 млн                          |
| Австралия                          | 72,1 млн                           |
| Индия                              | 63,0 млн                           |
| Нигерия                            | 42,5 млн                           |
| Судан                              | 40,5 млн                           |
| Иран                               | 40,0 млн                           |
| Великобритания                     | 34,8 млн                           |
| Эфиопия                            | 31,8 млн                           |
| Турция                             | 30,9 млн                           |
| Чад                                | 30,6 млн                           |

Дома́шняя овца́ (лат. Ovis aries) — парнокопытное млекопитающее из рода баранов, семейства полорогих. Это животное уже в глубокой древности было одомашнено человеком, в основном из-за густой шерсти и съедобного мяса. В настоящее время стриженая овечья шерсть, или руно, используется человеком чаще, чем шерсть любого другого животного. Овечье мясо, называемое бараниной, является одним из важнейших продуктов потребления во многих странах мира. Помимо шерсти и мяса, овец разводят для получения овечьего молока, которое используется для изготовления сыра, а также кулинарного жира и шкур (овчины). Наконец, овцы используются в научных экспериментах: одним из известнейших представителей этого вида считается овечка Долли — первое в мире клонированное млекопитающее (в 1996 году).
В узком смысле под овцами подразумевают самок домашней овцы, тогда как самцов обычно называют баранами. Молодые самки, не достигшие половой зрелости, именуются ярками, а потомство — ягнятами.
Овцеводство — отрасль животноводства, занимающаяся разведением овец — практикуется во всём мире и во все времена играла важную роль в экономике многих стран. В настоящее время наибольшее поголовье овец имеется в Китае (около 144 млн голов), Австралии (98 млн), Индии (ок. 60 млн), Иране (54 млн), Новой Зеландии (44 млн), Великобритании (36 млн), ЮАР (св. 29 млн), Турции (27 млн), Пакистане и Испании (по 24 млн). В постсоветских странах овцеводство наиболее значимо как отрасль животноводства в Кыргызстане, Казахстане, Туркменистане, Молдове и на юге России.

## Происхождение слова
Слово «овца» — общеславянское и индоевропейское по происхождению. Оно имеет тот же корень, что и старославянское овен — «баран». Родственно украинскому вiвця, белорусскому авечка, болгарскому овца, словенскому и словацкому ovca, латинскому ovis «овца». Слово «овца» используется в русском языке с древнейших времён; его возникновение относят к IX–X вв. 

## Происхождение и история одомашнивания
Овца была одомашнена человеком уже в глубокой древности, более 8 тыс. лет назад на территории современной Турции, Сирии, северной Месопотамии.
Предполагали, что овцы являются потомками муфлона или уриала. Данные цитогенетического анализа позволяют считать, что предком домашней овцы был муфлон. Кариотип уриала содержит 58 хромосом, в то время как у домашней овцы и муфлона число хромосом равно 54. В Центральной Анатолии в период эпипалеолита/докерамического неолита до 7500 года до н. э. (Pınarbaşı Höyük и Boncuklu Höyük) у домашних овец определена митохондриальная гаплогруппа B. В период раннего неолита с 7500 до 7000 года до н. э. в Центральной Анатолии (Canhasan III) у домашних овец определены митохондриальные гаплогруппы B и A. В период среднего неолита с 7000 до 6000 лет до н. э. в Центральной Анатолии (Pınarbaşı Höyük и Tepecik-Çiftlik Höyük) и в Западной Анатолии (Barcın Höyük и Ulucak Höyük) к митохондриальным гаплогруппам B и A добавляются митохондриальные гаплогруппы D и E. Митохондриальная гаплогруппа C в Анатолии эпохи неолита отсутствует.

## Описание

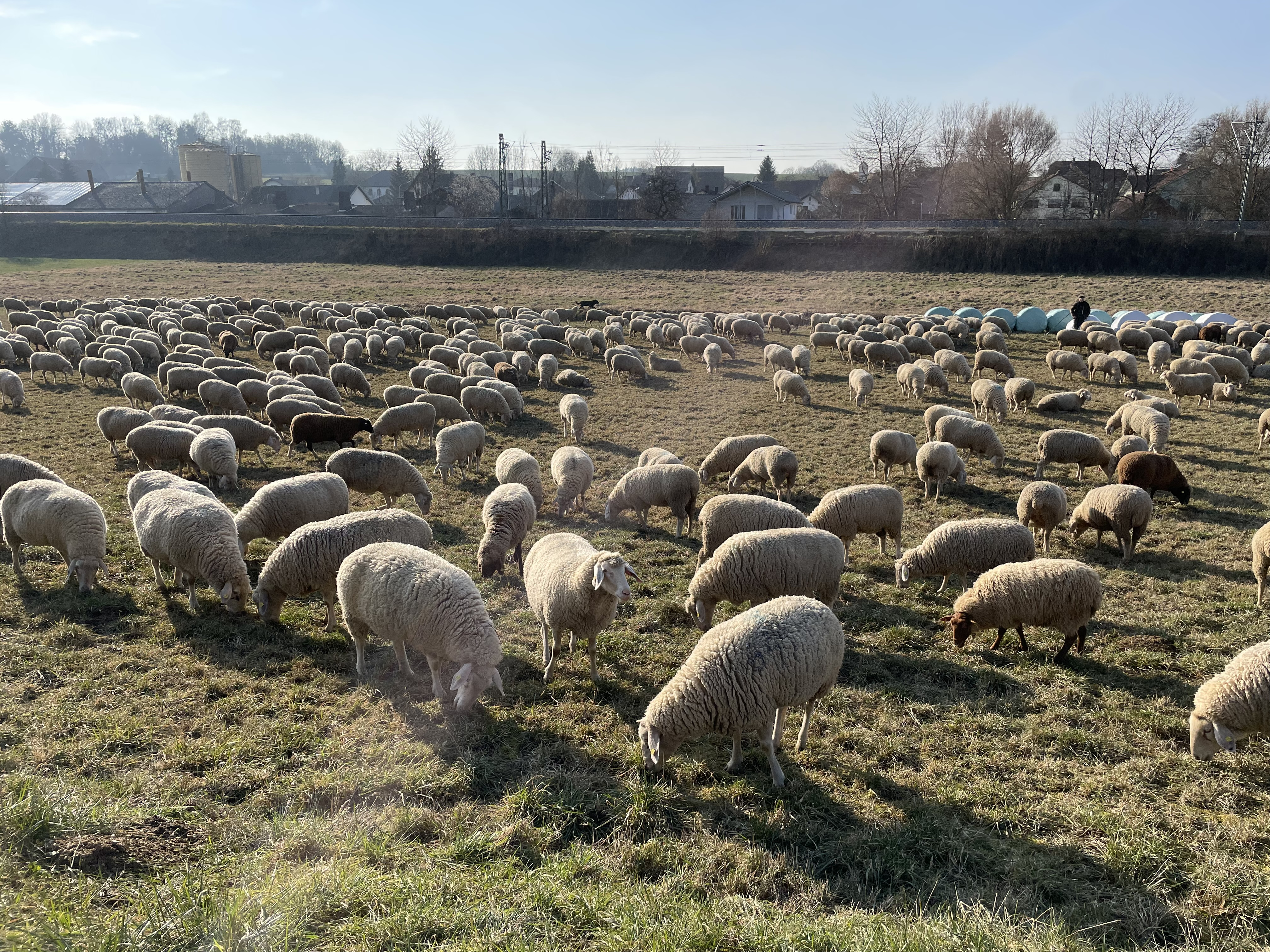
Отара овец. Бавария

Домашняя овца — парнокопытное жвачное животное, хорошо узнаваемое по спирально-разветвлённым рогам самцов и кучерявой шерсти. У других диких видов баранов, а также у предков самой овцы, шерсть не скручивается кольцами, а хвост заметно более короткий. У некоторых примитивных пород овец хвост также может быть небольшого размера, однако длинные хвосты, равно как и белый цвет шерсти, появились у животных только на ранней стадии одомашнивания. В строении черепа домашние овцы отличаются от своих диких сородичей более узкими глазницами и меньшим размером мозга. Как правило, у овец хорошо развиты рога, но у некоторых пород их может и не быть вовсе или они имеются только у самцов. Ноги сильные, хорошо приспособлены для дальних переходов по гористой местности.
Размер и вес домашних овец сильно различается в зависимости от породы. Скорость роста и масса взрослого животного во многом зависят от наследственности, и по этой причине селекционный отбор часто производится на основании этих характеристик. Взрослые самки обычно весят 45—100 кг, тогда как более крупные самцы 70—160 кг. Рекордный вес барана (саффолкской породы) достигал 247,2 кг. В целом высота в холке у животных составляет 55-100 см, а длина тела — 60—110 см. Морда в нижней части заострённая, имеет прямой или иногда горбоносый профиль, почти полностью (за исключением губ и краёв ноздрей) покрыта тонкой шерстью. Губы тонкие и очень подвижные. Как и у других представителей рода баранов, у домашней овцы на лицевой поверхности слёзных костей, под внутренним углом глазных впадин, находятся «слёзные ямки» — углубления кожи, богатые потовыми сальными железами, выделения которых накопляются в виде жирной пахучей массы — секретной жидкости. Аналогичные углубления, называемые «копытными железами», присутствуют между верхними суставами обоих пальцев. Секрет, выделяемый этими железами, и придаёт овце её характерный запах.

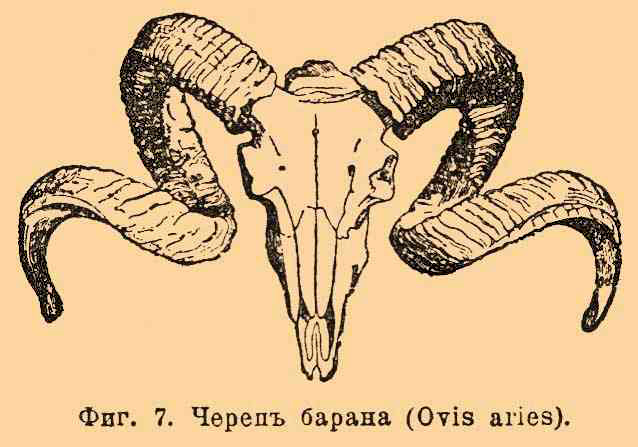
Строение черепа барана

У взрослых овец имеются 32 зуба (зубная формула I:0/3 C:0/1 P:3/3 M:3/3): 6 парных коренных (сверху и снизу), 6 парных премоляров (также сверху и снизу), 2 клыка (снизу) и 8 резцов (также только снизу). В промежутке между клыками и премолярями имеется большой зазор. Резцы расположены под тупым углом к челюсти — такое строение позволяет животным более эффективно скусывать траву по сравнению с другими травоядными животными. Коренные и премоляры вместе образуют широкую поверхность в задней части пасти — этими зубами животные пережёвывают траву. Развитие зубов происходит постепенно: первоначальные молочные через год-полтора начинают заменяться на постоянные, а весь процесс смены заканчивается только на четвёртом году жизни.
Половые органы овцы имеют ряд анатомических особенностей. Влагалищная часть по форме напоминает зев рыбы, а вход в неё со стороны влагалища снабжен запирательным клапаном, идущим снизу вверх.

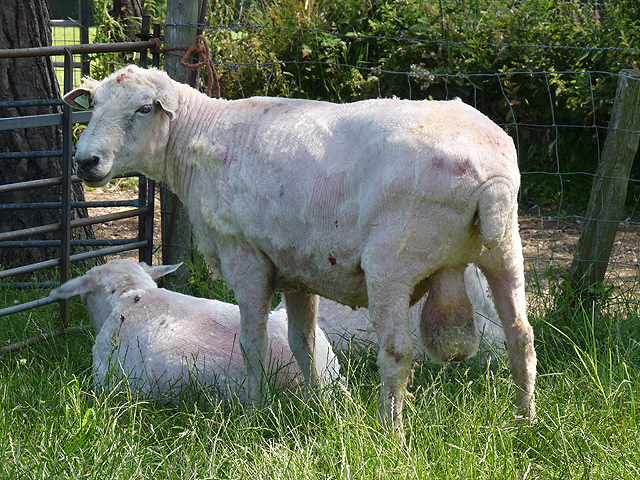
Стриженный безрогий домашний баран

У самцов большинства пород хорошо развиты рога — спирально закрученные с окончаниями наружу, и поперечными бугорками. У самки также могут быть рожки небольшого размера. Масть различна в зависимости от породы — от молочно-белого до тёмно-бурого и чёрного. Овцы с тонкой шерстью обычно белые. У овец с грубой шерстью она имеет два слоя — первый, пуховой подшёрсток состоит из тонких волокон диаметром около 25 мкм, второй из более массивных, 100—200 мкм. У тонкорунных овец шерсть состоит только из первого слоя. Длина волокон составляет от 5—9 см у тонкорунных пород до 10—15 см у грубошёрстных. Рекордный настриг шерсти от одного барана на Украине составил 31,7 кг за год (в совхозе «Красный чабан» Херсонской области; баран весил 130 кг). Кастрированные бараны называются валухи.
Помещение, в котором содержат овец, называется кошара.
Выпас овец возможен большую часть года; так, в зимний период овец продолжают пасти до выпадения снега глубиной 12—15 см.

### Искусственное осеменение овец
Для овец применимы влагалищный, цервикальный и маточный методы. Для введения спермы влагалищным методом используют стеклянный шприц-катетер с дозирующим устройством. Для осеменения цервикальным способом нужны гинекологическое зеркало и микрошприц. Маточный метод введения спермы включает в себя использование лапароскопа.

### Органы чувств

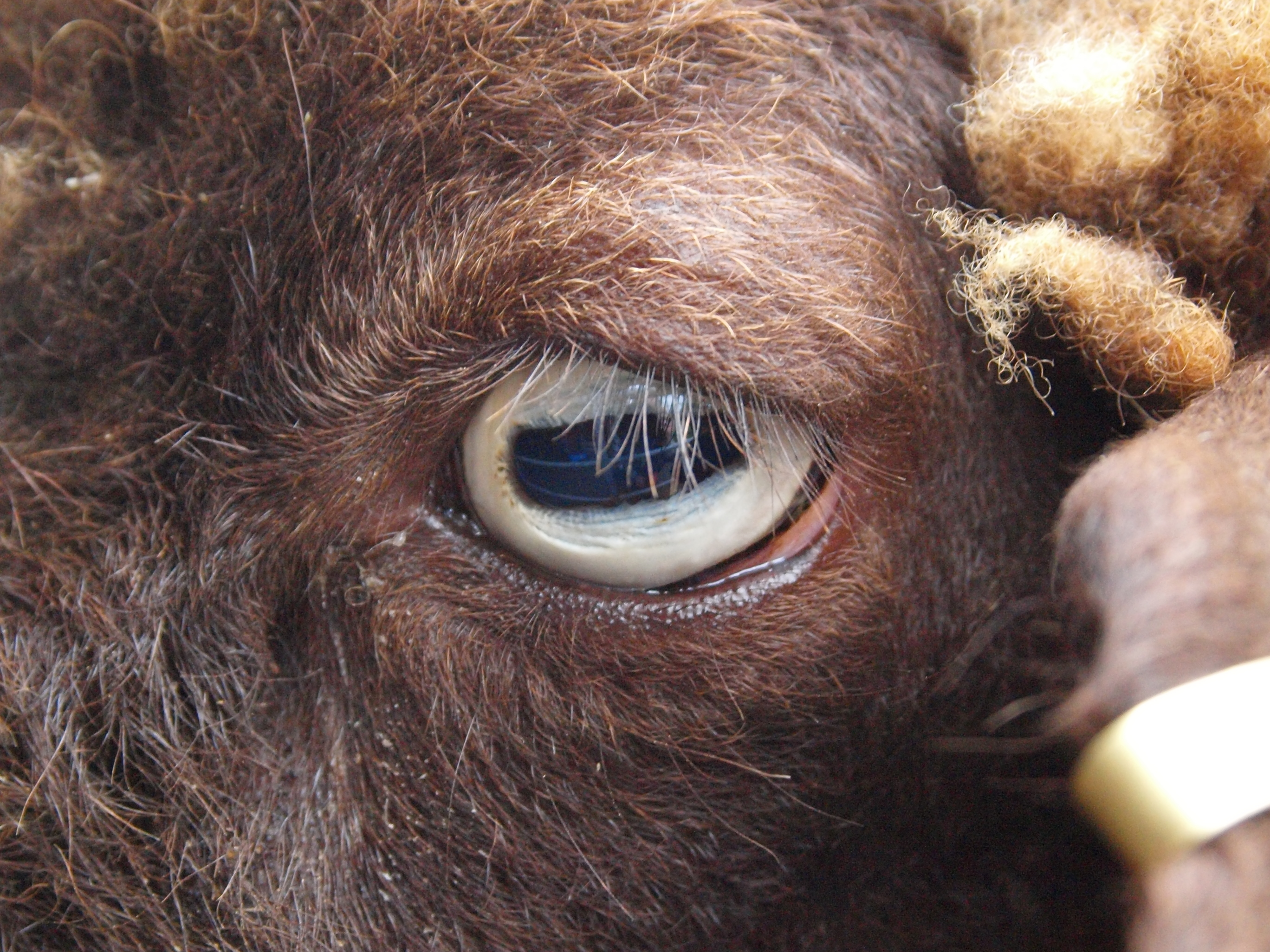
Зрачок овцы

Все овцы обладают хорошим слухом и чувствительны к внезапному шуму. Боковое расположение глаз и горизонтально-вытянутые зрачки увеличивают угол обзора до приблизительно 270—320°, что позволяет животным смотреть назад, не поворачивая головы (густая шерсть может уменьшить угол обзора). Однако пространственное зрение у овец развито недостаточно, (лишь от 25° до 50° от угла обзора приходится на бинокулярное зрение) — тени и углубления в земле могут затормаживать движение животных. В целом овцы сторонятся затемнённых участков и предпочитают открытые, хорошо освещённые пространства. Предположительно овцы обладают цветовым зрением и могут различать некоторые цвета, в том числе чёрный, красный, коричневый, зелёный, жёлтый и белый. Глаза овец лишены механизма аккомодации, из чего следует, что их оценка глубины объекта менее точна, чем у некоторых других животных (в том числе и хищников). Глаза овец мало подвержены дальнозоркости и астигматизму. В целом, такие характеристики зрения предположительно обеспечивают хорошо сфокусированное изображение объектов на средних и длинных дистанциях. Зрительная коммуникация для овец очень важна, они постоянно поддерживают визуальный контакт друг с другом. Каждая овца время от времени поднимает голову, чтобы проверить местонахождение остальных овец в стаде, что обеспечивает совместное передвижение стада во время выпаса. Изолированные от стада овцы проявляют признаки стресса. Если такой овце предоставить зеркало, уровень стресса снижается, что указывает на успокаивающее воздействие образа другой овцы рядом.
Важным для овец органом чувств является вкус. Овцы предпочитают сладкие и кислые растения, как правило, пренебрегая горькими. Предположительно зрение и осязание также играют роль в выборе предпочтительной пищи.
Баран использует вомероназальный орган для восприятия феромонов овец и определения течных самок. У самок овец этот орган используется для распознавания своих новорожденных ягнят.

### Звуковая коммуникация
Звуки, издаваемые домашней овцой, можно разделить на блеянье, хрюканье, рокот и фырканье. Наиболее употребительным звуком в общении членов стада друг с другом является блеянье, в особенности при общении матери и ягнят. Блеянье каждой овцы имеет индивидуальные характеристики, что позволяет членам стада распознавать друг друга по блеянью. Новорожденные ягнята громко блеют, обращаясь к матери, но уже через несколько недель после рождения ягнят этот эффект сходит на нет. Блеянье может также означать сигнал тревоги, разочарования или нетерпения. Как правило, овцы не блеют от боли, но блеют, оказавшись в изоляции. Во время родов самки издают звуки, напоминающие хрюканье. Рокочущие звуки издаёт баран в период ухаживания. Похожие звуки может издавать и самка, особенно находясь рядом с новорожденными ягнятами. Фырканье может означать предупреждение или агрессию, но может быть и проявлением тревоги и реакцией на неожиданность.

## Образ овцы в культуре

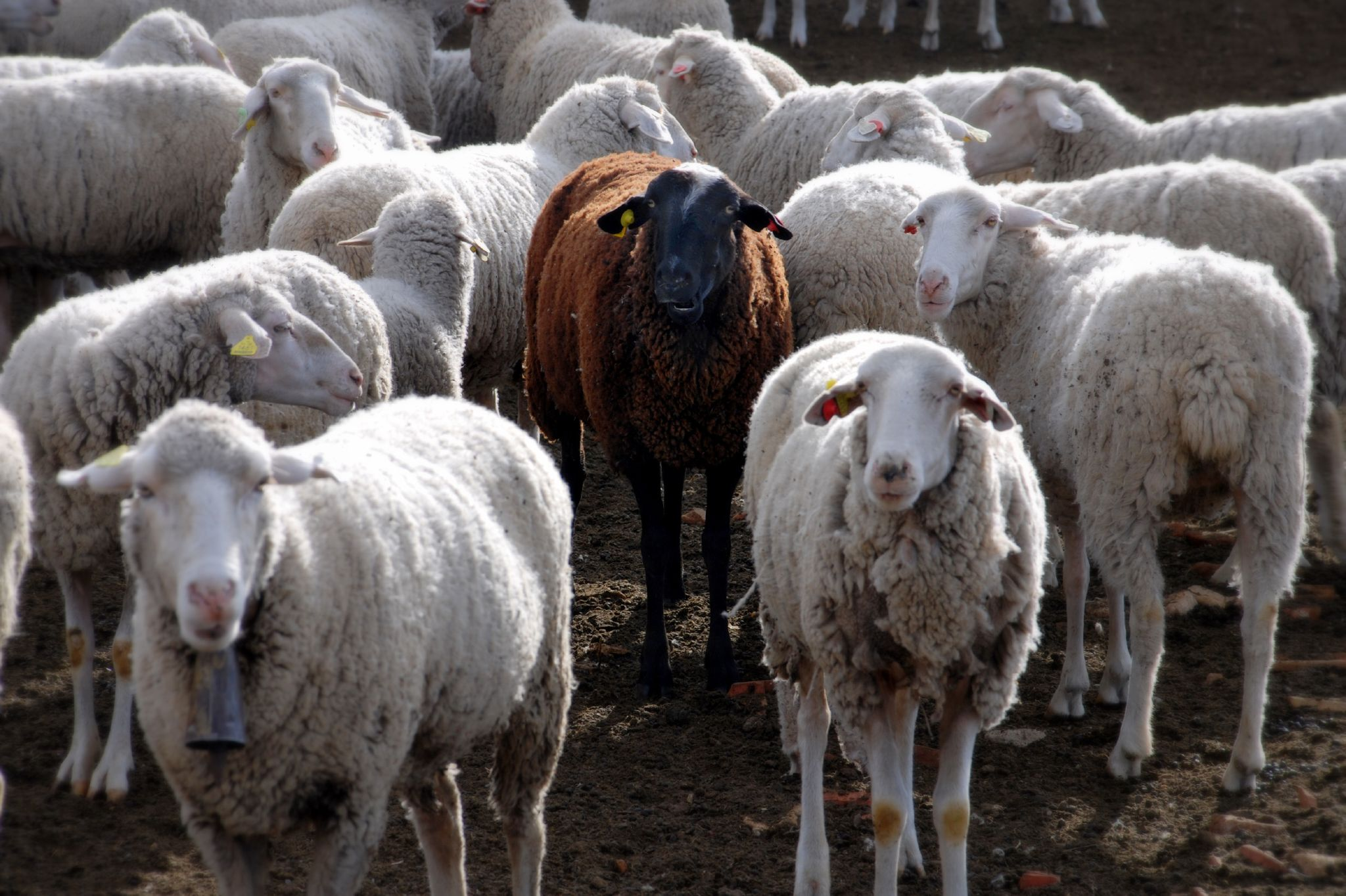
Чёрная овца в стаде

Образ овцы присутствует во многих культурах, особенно в районах, где овцы являются наиболее распространённым видом домашнего скота.
В противоположность этому, в других культурах баран, особенно дикий, часто используется как символ мужества и силы. Так, логотипы американской футбольной команды Сент-Луис Рэмс и пикапа Dodge Ram отсылают к толсторогу — дикому барану, распространённому в Северной Америке.
Овцы являются ключевыми символами во многих баснях, детских песнях (английская песня «Mary Had a Little Lamb» — «У Мэри был ягнёнок») и стишках. В романах, таких как «Скотный двор» Джорджа Оруэлла, «Охота на овец» Харуки Мураками, «Вдали от обезумевшей толпы» Томаса Харди, «Овца, которая изменила мир» Нила Эстли (имеется в виду овечка Долли), овцы выступают как персонажи или участники сюжетных ходов. В стихах («Агнец» Уильяма Блейка) и песнях («Sheep» Pink Floyd или ария Баха «Овцы могут пастись безопасно» (Schafe können sicher weiden)) образ овец используется как метафора.
В новозеландском фильме 2007 г. «Паршивая овца» иронически переосмысляется традиционное представление об овцах как существах робких и беззащитных, когда по сюжету овцы в результате генетического эксперимента становятся кровожадными убийцами.
Озорной, сообразительный и предприимчивый барашек Шон стал популярным персонажем одноимённого мультсериала; позднее к нему присоединился барашек Тимми — первоначально один из персонажей упомянутого мультсериала, который затем стал героем собственной эпопеи.
Шарообразный барашек по имени Бараш — один из героев мультсериала «Смешарики».
Овцы также упоминаются во многих поговорках и идиомах. Так, во многих европейских языках идиома «чёрная овца» является частичным аналогом русских выражений «белая ворона» и «паршивая овца». Знаменитая фраза «вернёмся к нашим баранам» («revenons à nos moutons») призывает вернуться к главной теме разбирательства. Поговоркой «Нанялася овца волков пасти — к вечёрке только клок шерсти и остался» характеризуют человека, взявшегося за опасное и непосильное для него дело. Однако, поговорка «уставился, как баран на новые ворота» относится не к животному, а к тарану: в древности при штурме городов разбивали створки ворот тяжёлым бревном с металлическим набалдашником в виде бараньей головы; таким образом, баран, уставившийся на новые ворота, означал, что войска готовы к штурму.
Мысленный подсчёт овец в силу своей монотонности в народе используется как способ скорее заснуть.

### В религии и фольклоре

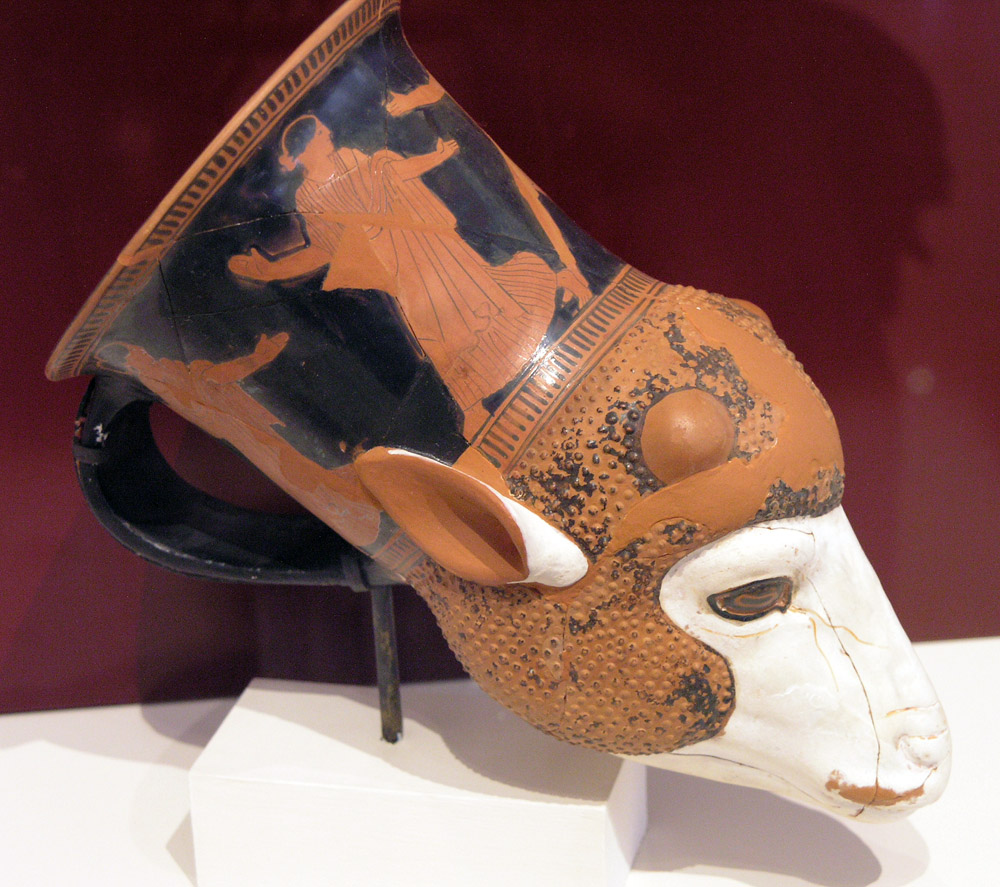
Древнегреческий ритон в виде головы барана

В древности овцы как символ использовались во многих религиях Ближнего и Среднего Востока и Средиземноморья, в частности, в религиях Древнего Египта, Финикии, Чатал-Хююка, в иудаизме, древнегреческой религии и мифологии и некоторых других. Религиозная символика и ритуалы с участием овец применялись уже в первых известных нам религиях. Черепа баранов (вместе с черепами быков) занимали центральное место в храмах поселения Чатал-Хююк в 8000 г. до нашей эры. В Древнем Египте баран был символом нескольких богов: Хнума, Херишефа и Амона (в ипостаси бога плодородия). С различными признаками баранов иногда изображались такие божества, как Иштар, финикийский бог Баал-Хамон и вавилонский бог Эа. На Мадагаскаре и в наше время овец не употребляют в пищу, так как считается, что в них воплощаются души предков.
В древнегреческой мифологии присутствует много отсылок к овцам: так, миф о Крие, баране с золотым руном, известен и в наши дни. В астрологии Овен, баран — это первый знак классического греческого зодиака; он соотносится с планетой Марс. В Древнем Риме баран был атрибутом бога Меркурия — покровителя стад. Также овца — восьмое из двенадцати животных, связанных с 12-летним циклом китайского зодиака, основанного на китайском календаре. В странах Центральной Азии, Монголии и некоторых других странах асычки, надкопытные кости овец, издревле используются для игр, гадания и как часть национальных музыкальных инструментов.
В авраамических религиях
Овцы и пастухи играют важную роль во всех авраамических религиях. В частности, пастухами были Авель, Авраам, Исаак, Иаков, Моисей, царь Давид и основатель ислама Мухаммед.
В ветхозаветном рассказе о жертвоприношении Исаака Авраамом баран («овен» в Синодальном переводе) был принесён в жертву после того, как ангел остановил Авраама. В исламской традиции считается, что Авраам (Ибрахим) собирался принести в жертву Исмаила. В память об этом овцы (или другие животные) приносятся в жертву во время Курбан-Байрама, главного мусульманского праздника; овцы иногда приносятся в жертву и в честь важных светских событий.
В иудаизме в жертву приносили пасхального агнца; обряд его заклания прекратился после разрушения римлянами иерусалимского Храма в 70 году. Символы, связанные с овцами, такие, например, как ритуальный рог шофар, присутствуют и в современных иудейских практиках.
В христианстве овцы, пастухи и соответствующие образы встречаются неоднократно. В частности, Рождество Христово, согласно Евангелию от Луки, сопровождалось поклонением пастухов. Иисус Христос именуется, среди прочего, Агнцем Божиим и Добрым Пастырем. Среди притч Иисусовых имеется притча о заблудившейся овце. Считается, что некоторые христианские святые покровительствуют пастухам, а некоторые — самим овцам. Во многих христианских течениях главу церкви называют латинским словом «пастор», означающим пастуха.

## Иллюстрации

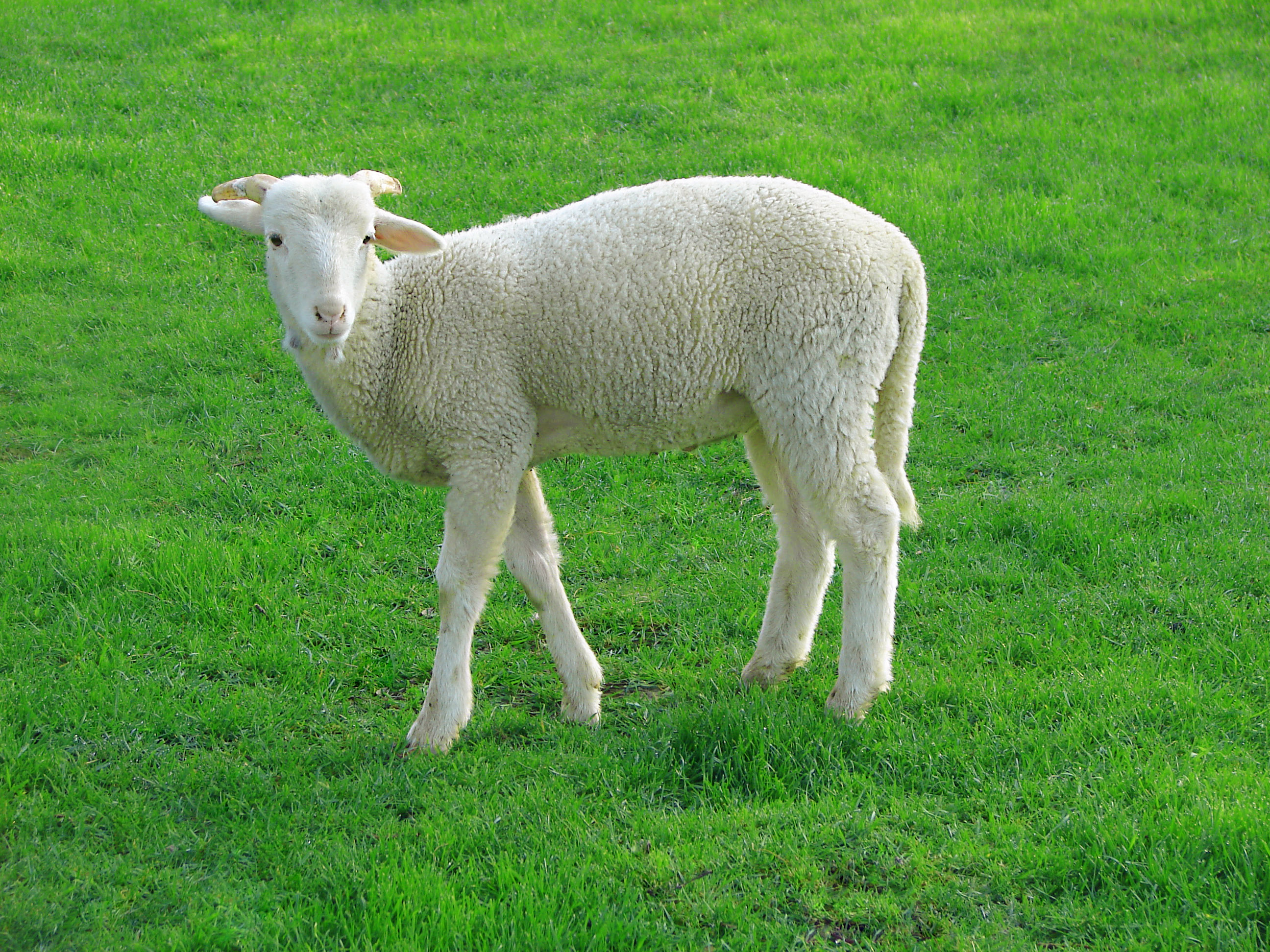
Ягнёнок
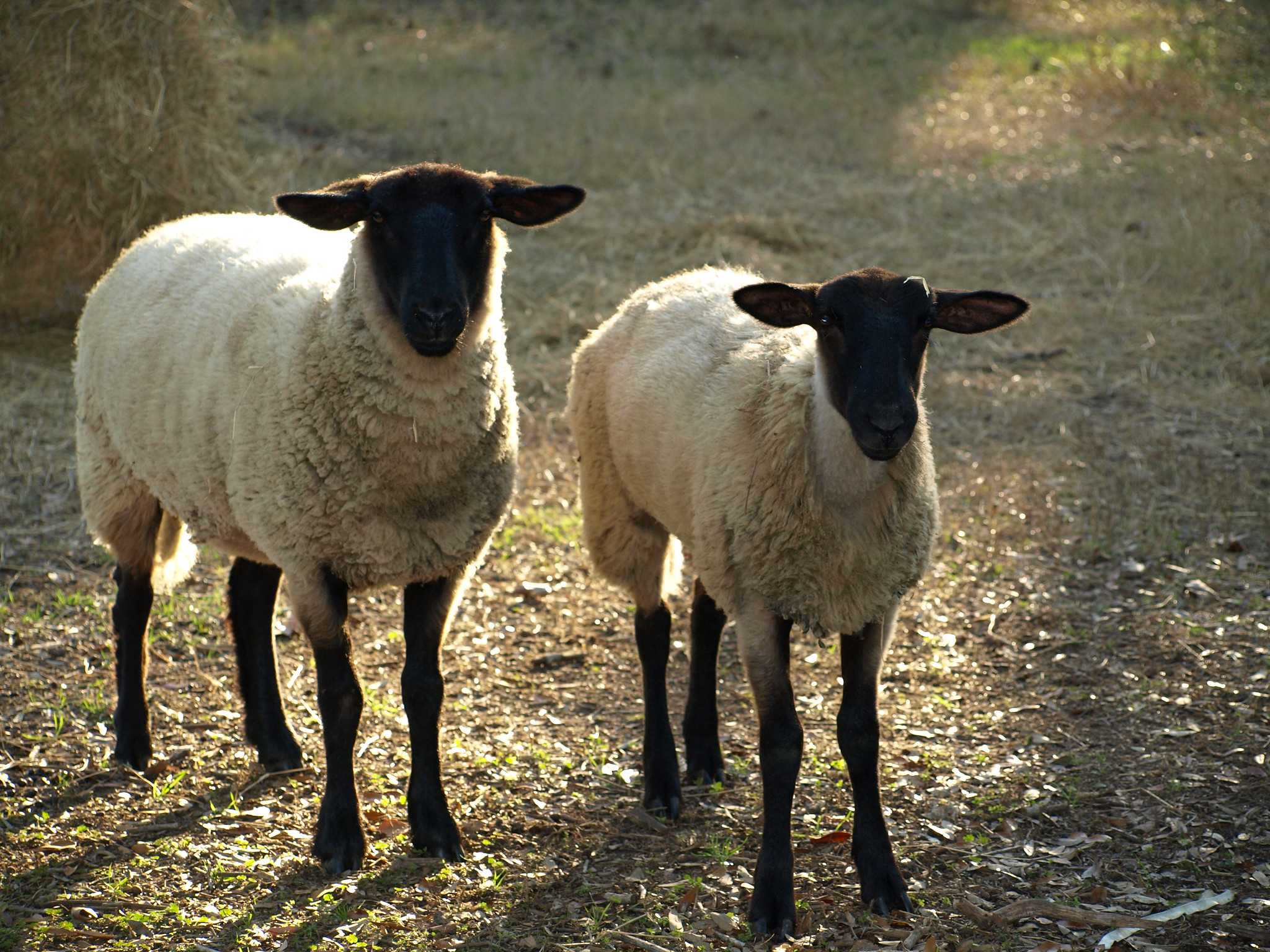
Овцы породы суффолк
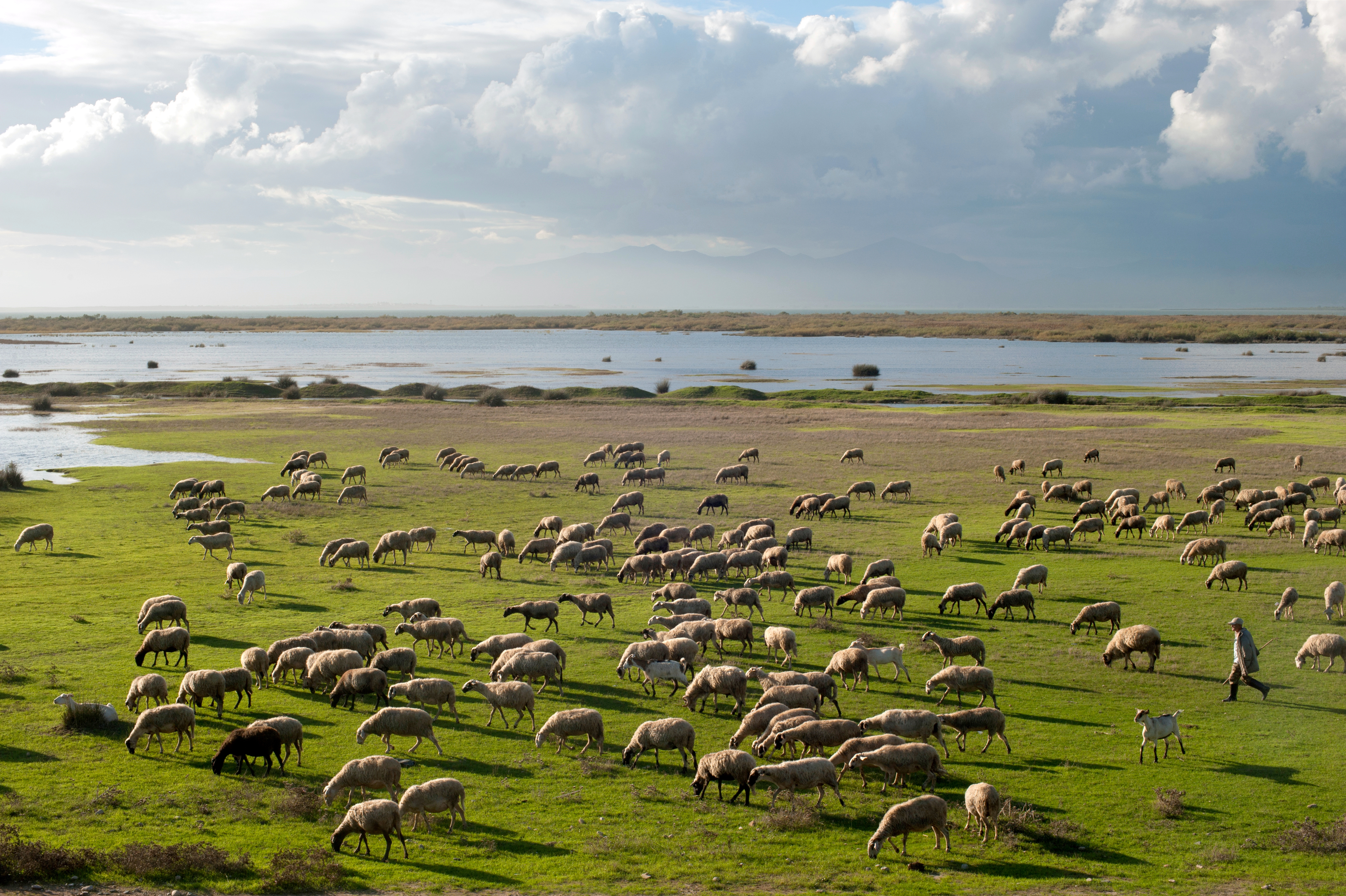
Стадо овец в Греции
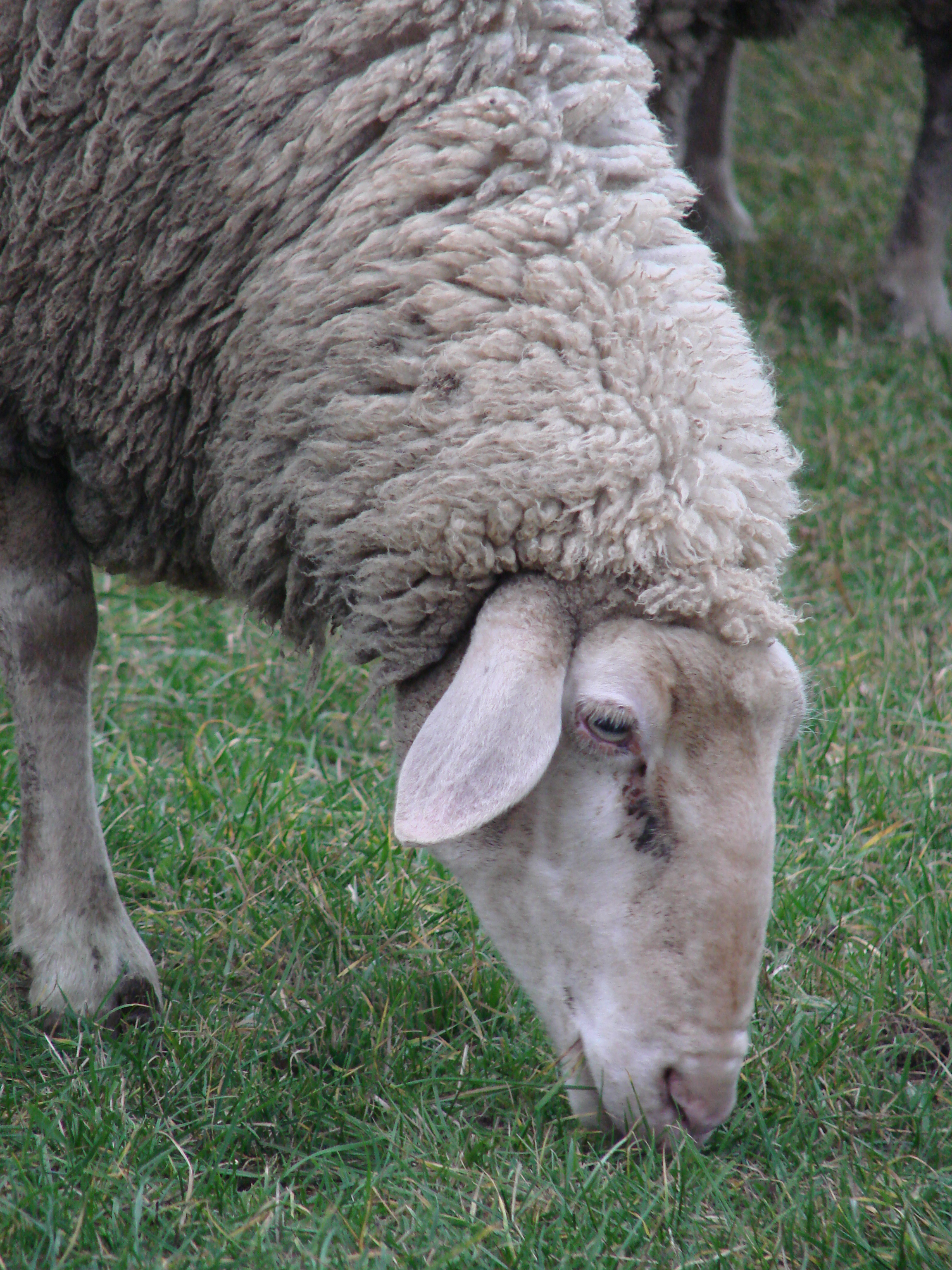
Пасущаяся овца
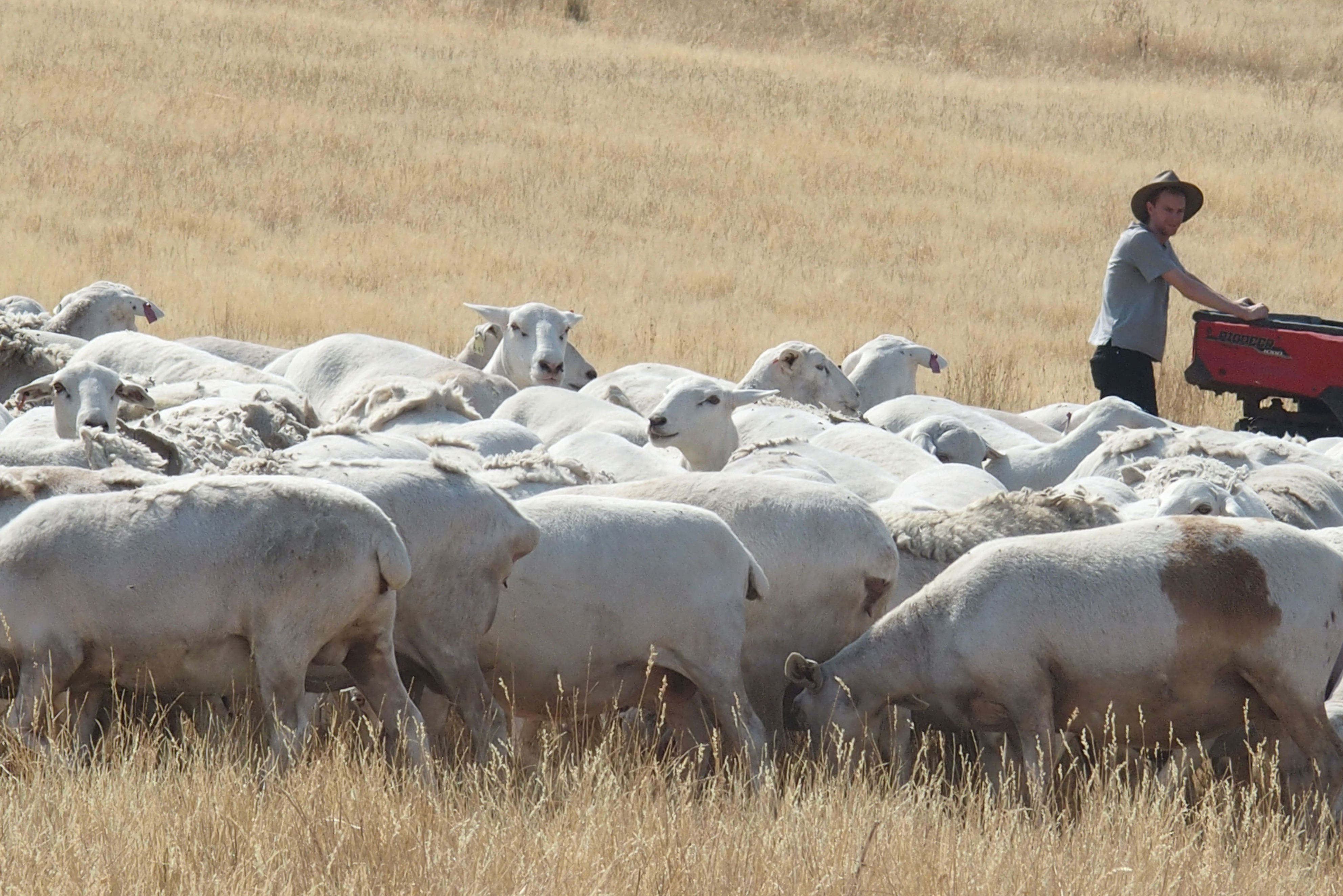
Овцы в Австралии